# Nyctibatrachus petraeus
Nyctibatrachus petraeus es una especie de anfibio anuro de la familia Nyctibatrachidae.

## Distribución geográfica
Esta especie es endémica del distrito de Dakshina Kannada en Karnataka, en el suroeste de la India.

## Descripción
El holotipo de Nyctibatrachus petraeus, una hembra adulta, mide 43,2 mm.

## Etimología
El nombre de su especie, del griego antiguo πέτρα, pétra, significa "roca, piedra", y le fue dado en referencia al sustrato sobre el que se encontró.

## Publicación original
- Das & Kunte, 2005 : New species of Nyctibatrachus (Anura: Ranidae) from Castle Rock, Karnataka State, Southwest India. Journal of Herpetology, vol. 39, p. 465-470[6]